# 히가시요도가와역
히가시요도가와역(일본어: 東淀川駅, ひがしよどがわえき)은 오사카부 오사카시 요도가와구에 있는, 서일본 여객철도의 도카이도 본선(JR 교토 선) 상의 역이다.

## 개요
보통 열차만 정차하는 역이다.
역이 요도가와 구에 위치하고 있음에도 역명이 히가시요도가와인 것은, 당초 속했던 히가시요도가와 구였던 것에서 유래한다. 1974년 7월 22일에 오사카 시가 22구제에서 26구제로 개편함에 따라, 구 히가시요도가와 구가 동서로 분리되어, 동쪽이 히가시요도가와 구로, 서쪽이 요도가와 구가 되었는데, 이때 요도가와 구에 속하게 되어 소재지로서의 역명의 기능은 상실하였다.
이 역부터 아마가사키 역까지의 도카이도 본선의 각 역은 오사카 지사의 관할로, 스이타 역부터는 교토 지사의 관할이다.
J스루 카드나 ICOCA, PiTaPa (스룻토 간사이 협의회)등의 IC카드를 이용할 수 있으며, JR의 특정 도·구·시내 제도에 따른 오사카 시내의 역으로, 도카이도 본선의 오사카 시내역 중에서는 가장 동쪽에 위치하고 있다.

## 역 구조
화물선을 제외하고, 2면 4선의 섬식 플랫폼이 있다. 각역정차만 정차하므로, 보통은 내측의 2선만 사용한다. 역사는 동쪽출구, 서쪽출구가 있는 선상역사로 존재한다. 플랫폼과는 지하도로 연결되어 있으며, 최근에는 엘리베이터나 에스컬레이터도 설치되어 있다. 신오사카역과 거리가 매우 가깝기 때문에 신오사카 역의 플랫폼을 볼 수 있을 정도다. 덧붙여, 시설이 스이타 역 방향으로 쏠려 있기 때문에 신오사카 역 방향으로는 플랫폼에 지붕이 설치되어 있지 않다.

### 승강장
↑오사카·산노미야 방면

| １２ | | ３４ |

다카쓰키·교토 방면↓
| 1 | ●JR 교토 선 (하행 외측선) | 통과열차만 존재, 폐쇄되어 있음  |
| 2 | ●JR 교토 선 (하행 내측선) | 오사카·산노미야·다카라즈카 방면 |
| 3 | ●JR 교토 선 (상행 내측선) | 다카쓰키·나가오카쿄·교토 방면   |
| 4 | ●JR 교토 선 (상행 외측선) | 통과열차만 존재, 폐쇄되어 있음  |

## 이용 현황
신오사카 역과의 거리가 700m (JR 교토 선내 최단 역간 거리)로 매우 짧기 때문에, 인근의 신오사카 역을 이용하는 것이 편리하다. 때문에 이용객이 상당히 적다.
2006년도의 1일 평균 승차인원 수는 약 8,147명이다. (오사카 부 총계연감에서)

## 역세권 정보
조금 낡은 아파트 등이 많이 위치한 주택가이며, 역전에는 상점가가 위치하고 있다. 또, 역의 양단으로는 유인 건널목이 위치하고 있으며, 열차 빈도가 높은 탓에, 일명 '열리지 않는 건널목' 등으로 불리고 있다. 우회로로 역 구내의 지하를 통과하는 보행자 용의 자유통로도 존재한다.

## 역사
- 1940년 4월 1일 - 일본국유철도의 역으로 개업. 여객만 취급.
  - 이 역과 신오사카 역간의 거리가 0.7km로 극단적으로 짧게 되었던 이유는 다음과 같다.
  - 당초의 신칸센 계획에 있어서, 이 역이 신칸센으로서의 현 신오사카역이 가지고 있는 기능을 맡게 할 예정이었다. 연선의 공업 발전 등으로 인구증가가 진행되어 미리 역을 설치하였다.
  - 그러다가, 계획이 변경되어 산요 신칸센의 연장을 염두에 두면서, 홋포 화물선에 병행으로 건설하는 방법이 좀 더 나은 것으로 결정되게 되어, 결국 현재의 신오사카 역이 그 역할을 맡게 되었다.
  - 덧붙여, 신오사카 역 개업 후에 신오사카 역을 대체역으로 이 역을 폐지할 예정이었으나, 이 방침이 주민들에게 알려지면서, 강력한 반대 요구로 인하여 잔존하게 되었다.
- 1987년 4월 1일 - 일본국유철도 분할 민영화에 따라서, 서일본 여객철도의 역이 됨.
- 2018년 - 신 역사로 이전 및 구 역사 철거

## 인접역 정보
| 서일본 여객철도 도카이도 본선 | 서일본 여객철도 도카이도 본선 | 서일본 여객철도 도카이도 본선 |
| ----------------------------- | ----------------------------- | ----------------------------- |
| 스이타 교토 방면              | ● JR 교토 선 ■ 보통           | 신오사카 오사카·산노미야 방면 |